# Yoshinori Furube
Yoshinori Furube (古邊 芳昇, Furube Yoshinori) est un footballeur japonais né le 9 décembre 1970. Il évoluait au poste de défenseur.